# Agrotis murinoides
Agrotis murinoides là một loài bướm đêm trong họ Noctuidae.